# LSD
För andra betydelser, se LSD (olika betydelser).
LSD, LSD-25 eller lysergsyradietylamid, C20H25N3O, är ett semisyntetiskt psykoaktivt, hallucinogent preparat, i Sverige klassat som narkotika. Ett vanligt svenskt slanguttryck är syra, från den amerikanska engelskans acid. LSD är känt för att inducera ett psykedeliskt tillstånd hos användaren, likt hallucinogenerna psilocybin och meskalin.
LSD syntetiserades för första gången av kemisten Albert Hofmann 1938, vid ett forskningslabb hos läkemedelsföretaget Sandoz. LSD är semisyntetiskt, då det framställs i labb med hjälp av den organiska syran lysergsyra, som utvinns ur Claviceps purpurea. Dess effekter är högst individuella, och kan inkludera kraftigt vidgade pupiller (mydriasis), depersonalisation, illusioner, pseudohallucinationer, en upplevelse av att tiden går långsammare, ökad sensorisk känslighet (exempelvis ökad njutning av musik), högt blodtryck, ökad puls, en känsla av att ha mer energi, med mera.
LSD är inte beroendeframkallande och medför inga fysiologiska risker. Inga kända fall finns då en människa dött av LSD-överdos. Den största risken med LSD är dess opålitliga psykiska effekter, som i värsta fall kan resultera i en drogutlöst psykos. Det som påverkar om en LSD-"tripp" slutar i psykos eller inte beror på personens sinnestillstånd, dos, omgivning, psykiska hälsa och ålder. Risken för psykos är samtidigt mycket liten, och det saknas vetenskapliga belägg för att LSD i sig riskerar att utlösa ett långvarigt eller återkommande psykostillstånd hos individer som inte redan är schizofrena, psykosnära, har en underliggande s.k. "latent psykos" eller blandmissbrukar. Det är även viktigt att skilja på en drogutlöst psykos och en överdos hallucinogena droger, då det senare tillståndet försvinner i takt med att drogruset avtar. Ännu mer sällsynt är utvecklingen av tillståndet posthallucinatorisk perceptionsstörning (HPPD), en psykisk störning som innebär att den drabbade får återkommande flashbacks till (ofta obehagliga) psykedeliska upplevelser. Det finns dock behandling för HPPD, och tillståndet är övergående (från några månader upp till ett år). I mycket sällsynta fall av HPPD varar tillståndet i flera år, och medför påtagligt lidande för den drabbade.
Vid så kallad "snedtripp" är bensodiazepiner och neuroleptika effektiva läkemedel för att dämpa den obehagliga upplevelsen. Ingendera kan med säkerhet eliminera alla effekter av LSD, men kan dämpa de obehagliga effekterna avsevärt.
Till en början användes LSD för experimentella och psykiatriska ändamål, men under 1950- och 1960-talen blev rekreationellt bruk av LSD mycket vanligt i delar av västvärlden. LSD är bland annat förknippat med hippierörelsen, psykedelisk konst och psykedelisk musik.

## Förkortningen
Förkortningen LSD kommer från tyskans namn på molekylen lysergsyradietylamid: Lyserg-Säure-Diethylamid, då den upptäcktes av den schweiziske vetenskapsmannen Albert Hofmann, 1938. LSD benämns som LSD-25 eftersom det var den 25:e substansen som Albert Hofmann framställde från lysergsyra.

## Historik

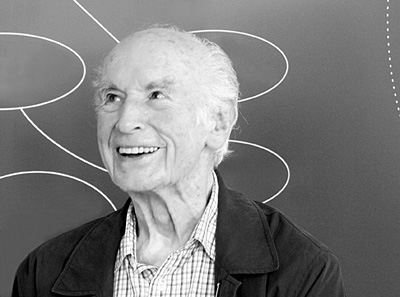
Albert Hofmann, år 2006, som vid tillfället var 100 år gammal

### Första syntetiseringen
LSD framställdes för första gången av den schweiziske kemisten Albert Hofmann i ett av läkemedelsföretaget Sandoz forskningslabb, år 1938. Hofmann utförde ett flertal experiment på lysergsyra, i försök att hitta nya läkemedelssubstanser. När LSD framställdes hade Hofmann förväntat sig att substansen skulle fungera som ett analeptikum (för behandling vid exempelvis akut andningsuppehåll), eftersom LSD:s kemiska uppsättning påminde om ett redan existerande analeptikum - nicetamid (bestående av nikotinsyra och dietylamin). När LSD framställdes för första gången testades det på försöksdjur. Det som observerades var att försöksdjuren blev rastlösa, även om de var narkospåverkade, samt att läkemedlet orsakade sammandragningar i livmodern. Livmodersammandragningarna var dock inte lika starka som hos läkemedlet ergometrin, som likt LSD utvinns ur mjöldryga. Ergometrin används för att behandla och/eller förhindra stora blödningar efter förlossning. Således bedömdes LSD inte ha tillräckligt användbara farmakologiska egenskaper, så vidare tester utfördes inte.

### Andra syntetiseringen
Fem år senare, 1943, framställde Hofmann LSD igen. I sin bok LSD - Mein Sorgenkind ("LSD - mitt sorgebarn") skrev han att han "inte hade kunnat släppa tanken av att LSD kunde ha medicinskt användbara effekter". Under syntetiseringen av LSD fick han avbryta sitt arbete eftersom han av misstag hade blivit påverkad av substansen. Såhär skrev han i sin rapport från dagen:
Förra fredagen, 16 april 1943, var jag tvungen att avbryta mitt arbete i laboratoriet mitt på eftermiddagen och gå hem, eftersom jag upplevde en påtaglig rastlöshet kombinerad med viss yrsel. Väl hemma låg jag ned, och sjönk ned i ett inte så obehagligt tillstånd, karaktäriserat av extremt livlig fantasi. I ett drömlikt tillstånd, med ögonen stängda (jag upplevde dagsljuset som obehagligt bländande), upplevde jag ett oändligt flöde av fantastiska bilder, extraordinära former med intensiva, kalejdoskopiska färgmönster. Efter cirka två timmar började effekterna avta.–Albert Hofmann, 16 april 1943
Det är oklart hur Hofmann fick i sig substansen, men hans egen teori var att en mindre mängd hade absorberats genom hans fingertoppar. För att försäkra sig om att det var LSD som hade orsakat upplevelsen utförde han ett experiment på sig själv. Han intog 0,25 mg (250 µg) LSD, vilket han förväntade sig vara den minsta mängd av substansen som skulle kunna ge psykoaktiv effekt. I sin rapport om experimentet beskrev han att det till en början var som förra gången, dock mer intensivt. Den behagliga upplevelsen vände dock snabbt till en levande mardröm för Hofmann. Ett utdrag ur hans långa vetenskapliga rapport om experimentet:
En demon hade invaderat mig, tagit kontroll över min kropp, mitt sinne och min själ. Jag hoppade och skrek i försök att bli fri från honom, men sjönk sedan ned igen och låg hjälplös på soffan. Substansen som jag hade velat experimentera med, hade besegrat mig. Det var demonen som hade hånfullt triumferat över min fria vilja. Jag var överväldigad av den fruktansvärda rädslan av att bli tokig. Jag hade blivit förflyttad till en annan värld, en annan plats, en annan tid. Min kropp verkade känslolös, livlös, konstig. Höll jag på att dö? Var det här, övergången? Tidvis trodde jag att mitt medvetande var utanför min kropp, och sedan såg jag, som en extern observatör, den stora tragedin i min situation. Jag hade inte ens tagit farväl till min familj.–Albert Hofmann, 19 april 1943
Efter experimentet berättade Hofmann om experimentet för sina forskarkollegor, som var skeptiska till att LSD var psykoaktivt vid så låga doser. Vid tillfället var ingen känd substans psykoaktiv vid så låga doser. Ett flertal av Hofmanns forskarkollegor gjorde självexperiment med LSD, vilket gjorde att skepticismen mot Hofmanns experiment försvann.

### Djurtester
Efter Hofmanns upptäckt av de psykiska effekterna av LSD utfördes ytterligare djurtester. Följande observationer gjordes:
- Möss uppvisade mindre motoriska svårigheter och ett förändrat slickmönster.[5]
- Katter uppvisade vegetativa symptom såsom piloerektion ("gåshud") och ökad salivproduktion, samt tecken på att katterna hade hallucinationer. Katterna stirrade tomt ut i luften, och vid påträffande av möss lät de mössen vara, och visade i vissa fall tecken på att vara rädda för mössen.[5]
- Hundar uppvisade ett förändrat beteende som tolkades som ett tecken på hallucinationer.[5]
- En påverkad schimpans bland en grupp inhägnade schimpanser tycktes inte uppvisa några större beteendeförändringar, förutom att inte längre följa de sociala regler som fanns bland dessa schimpanser. Detta var dock högst problematiskt – övriga schimpanser reagerade mycket starkt på den LSD-påverkade schimpansens förändrade beteende.[5]
- Påverkade akvariefiskar började simma på märkliga vis.[5]
- Spindlar påverkade av mycket små mängder LSD vävde bättre proportionerade och precisa nät än annars. Vid högre doser vävde de betydligt sämre och primitivare än nyktra spindlar.[5]

#### Genomsnittlig dödlig dos (LD50) för djur
LD50 betecknar vid vilken dos 50 % av försöksdjuren dör. Särskilda tester utfördes för att mäta LD50, varefter de flesta djur som dog till följd av andningsdepression. LD50 för människor är inte känd. Följande observationer gjordes:
- LD50 för möss var 50-60 mg/kg kroppsvikt, intravenöst.[5]
- LD50 för råttor var 16,5 mg/kg kroppsvikt, intravenöst.[5]
- LD50 för kaniner var 0,3 mg/kg kroppsvikt, intravenöst.[5]
- En elefant (endast ett försök gjordes) dog av en injektion på 297 mg LSD. Elefantens vikt var cirka 5 ton, vilket innebär att denna elefant fick en dos motsvarande 0,06 mg/kg kroppsvikt. Elefanten dog inom några minuter.[5]

### LSD-derivat
Eftersom LSD upptäcktes blockera serotoninreceptorer, utfördes flera experiment i försök att hitta snarlika substanser till LSD som inte hade några hallucinogena effekter och så stora serotoninblockerande effekter som möjligt. Ett sådant LSD-derivat är bromo-LSD, som blev känt som BOL-148. Ett läkemedel som indirekt kom till följd av LSD-derivat är läkemedlet Deseril/Sansert, som användes för att behandla migrän.

### Människoförsök
En kort tid efter att djurförsöken hade avslutats påbörjades försök på människor för första gången, vid den psykiatriska kliniken vid Zürichs universitet. Werner A. Stoll (son till Hofmanns forskarkollega Arthur Stoll) ledde denna forskning, och publicerade sina resultat 1947 i Schweizer Archiv für Neurologie und Psychiatrie, under titeln ”Lysergsäure-diathylämid, ein Phantastikum aus der Mutterkorngruppe” (Lysergsyredyathylamid, ett phantastikum från Clavicepssläktet). ”Phantastikum” är en böjningsform av det latinska ordet ”phantasticus”, som betyder ”påhittad”. Ordet är en synonym till "hallucinogen", och användes först av L. Lewin 1924 i hans rapport om hallucinogenen meskalin.
LSD tillverkades av Sandoz och distribuerades gratis till kvalificerade psykiater och forskare, som ett experimentellt läkemedel under varunamnet delysid.

### Rekreationellt bruk av LSD under 1950- och 1960-talet

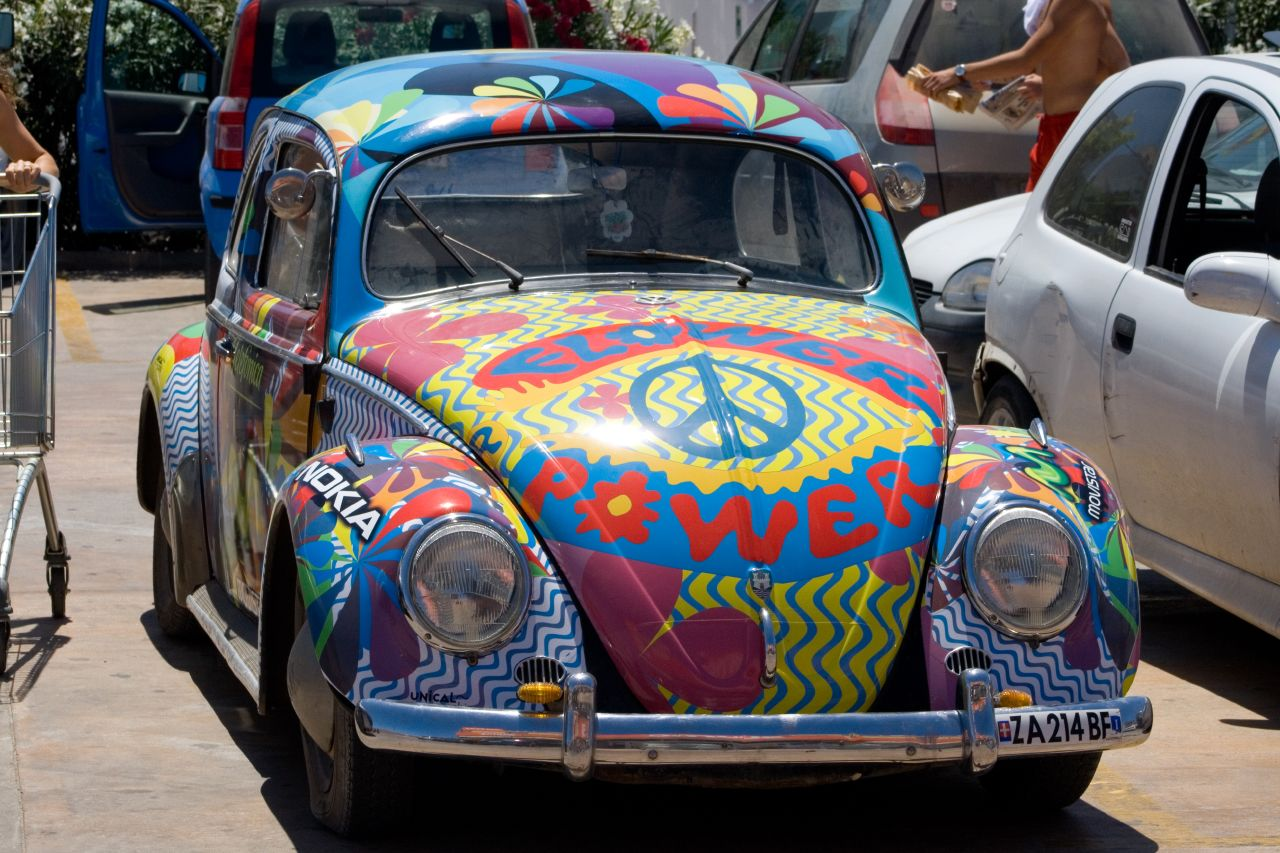
Under 1950- och 1960-talet var hippierörelsen starkt förknippad med LSD, eftersom många hippies använde LSD

LSD började användas rekreationellt mot slutet av 1950-talet. De första icke-medicinska brukarna av LSD var konstnärer, musiker, liveartister av olika slag, författare, studenter och missbrukare av andra substanser. Användningen spred sig dock snabbt till den allmänna befolkningen. Hofmann tror att LSD blev populärt inte till följd av ett generellt ökat droganvändande, utan till följd av ett religiöst sökande, missnöje över otillfredsställande arbeten, industrialisering, urbanisering, materialism, meningslöshet, etc. Enligt Hofmann är dessa sociologiska faktorer samma orsak till hippie-rörelsens uppkomst, i vilken rekreationellt LSD-bruk var vanligt. LSD var dessutom lagligt under 1950-talet och 1960-talet, vilket enligt Hofmann var ännu en orsak till populariteten hos LSD. Sandoz sista patent på LSD gick ut 1963, vilket gjorde det möjligt för andra aktörer att producera LSD.
Ett flertal artiklar skrevs i ickevetenskapliga tidskrifter och dagstidningar om LSD, vilket enligt Hofmann var en stark bidragande faktor till den ökade användningen av LSD. Artiklarna skildrade ofta experiment med LSD utförda vid psykiatriska kliniker, men istället för att publicera dem i vetenskapliga tidskrifter publicerades de i allmänna tidningar och tidskrifter med allmänheten som målgrupp. Några exempel på sådana artiklar från 1950-talet är följande:
- ”My Twelve Hours as a Madman” i tidningen Maclean’s Canada National Magazine (1953).[8]
- "Ein kühnes wissenschaftliches Experiment" ("Ett vågat vetenskapligt experiment") i den tyska tidskriften Quick (1954/03).[8]
- "Medicine: Dream Stuff", i tidskriften Time (1954/06).[10]
- ”The Curious Story Behind the New Cary Grant” i tidskriften Look (1959/09).[8]

Flera böcker riktade till allmänheten skrevs även för att propagera för de positiva effekterna hos LSD. Det skrevs dock även böcker som enligt Hofmann var mer objektiva, som skildrade såväl de positiva som de negativa effekterna av LSD. En del av de böcker som propagerade för LSD-bruk blev bästsäljare. Två av de mest tongivande pionjärerna för rekreationellt LSD-bruk var de två Harvard-professorerna Timothy Leary och Richard Alpert. Hofmann beskriver att Leary har blivit känd som "aposteln för LSD".
Höjdpunkten för användandet av LSD nåddes mellan åren 1964 och 1966. Samtidigt som många ansåg sig dra nytta av drogen, var denna period även höjdpunkten för antalet olyckor som skedde under påverkan av LSD. Flera rapporter kom om mentala sammanbrott, självmord, andra kriminella handlingar och olyckor som skett under påverkan av LSD. Detta ledde till stora kontroverser om LSD, och 1965 slutade Sandoz tillverka LSD, som de fram till dess hade distribuerat gratis i nästan två decennier, till kvalificerade forskare och psykiatriker.

## Terapi med LSD
Vid en del europeiska psykiatriska kliniker förekom en behandlingsmetod som kallades ”psycholytic therapy”, där behandlingen gick ut på att administrera relativt stora mängder LSD vid flera tillfällen, för att sedan bearbeta upplevelserna i gruppdiskussioner och uttryckande konstterapi. Termen ”psycholytic therapy” myntades av den engelska terapeuten Ronald A. Sandison.
En behandlingsmetod vid namn ”psykedelisk terapi” förekom i USA. Behandlingen utfördes på så vis att patienten fick en hög dos LSD (mellan 300 och 600 mikrogram) efter omfattande psykologisk förberedelse. Syftet var att försöka inducera mystisk-religiösa upplevelser hos patienterna. Upplevelserna kunde sedan bearbetas genom psykoterapi.
Det forskades även på användningen av LSD till döende med kroniska smärtor. Resultaten var lovande, då en del av de döende kunde, med rätt guidning från exempelvis präst eller terapeut, uppleva att smärtan inte längre blev ett lika stort bekymmer, eller att de fick insikter om döden som förbättrade deras sista tid vid livet.
Att använda LSD inom psykiatrin var dock kontroversiellt, då en del uttryckte tveksamhet kring effektiviteten av LSD. Hofmann menar dock att samma kan sägas om elektrokonvulsiv behandling, insulinterapi och psykokirurgi. Hofmann tillägger att dessa tre behandlingsmetoder dessutom har betydligt högre risker kopplade till sig jämfört med LSD. LSD kan, under de rätta omständigheterna inom psykiatrin, betraktas som fullständigt harmlös, enligt Hofmann.
En rad olika psykiater och terapeuter gjorde forskning på LSD, däribland Anthony Busch, Warren C. Johnson, Sidney Cohen, Betty Eisner, Harold Alexander Abramson, Humphry Osmond, Abram Hoffer, Ronald A. Sandison, Hanscarl Leuner och Stanislav Grof.

### Modern forskning på LSD-intag i terapeutiska syften
Sedan 1970-talet har mycket lite forskning gjorts på LSD, trots att preparatet visats vara säkert i kontrollerade psykiatriska miljöer. Det finns dock ett fåtal undantag, såsom Hanscarl Leuner, som fortsatt använda LSD inom psykoterapi vid Göttingens universitet i Tyskland. Under 2000-talet har intresset ökat för att använda LSD inom hjärnforskning, behandling av Hortons huvudvärk (”klusterhuvudvärk”), och som stöd vid psykoterapeutisk behandling för döende patienter som lider av en kronisk sjukdom.
Ett mindre antal psykoterapeuter i Schweiz använde LSD i sina behandlingar mellan 1988 och 1993.
Multidisciplinary Association for Psychedelic Studies (MAPS) har under 2000-talet utfört ett flertal studier på LSD som hjälpmedel inom psykiatrin. MAPS påstår sig vara den första organisation som utfört godkända tester på LSD sedan 1970-talet.
Åren 2008-2012 utvärderade forskare vid University of Alabama at Birmingham 190,000 Amerikaners mentala hälsa och drogvanor. Det framkom att användare av klassiska psykedeliska droger såsom LSD och Psilocybin uppvisade en signifikant lägre grad av psykisk ohälsa än kontrollgruppen och gruppen övriga droganvändare, led i mindre utsträckning av suicidtankar och var mindre benägna till självmordsförsök. 

## Utseende och identifiering
LSD intas huvudsakligen i fyra former: små piller, doserade sockerbitar, "blotters" eller "frimärken" bestående av små tjocka pappersbitar med LSD samt klar vätska med LSD. På blotters brukar det ofta vara små symboler och figurer i grälla färger. I det fall att en blotter smakar surt eller beskt är det troligen inte LSD, eftersom LSD är helt smaklöst. Det är i sådana fall troligt att det i själva verket är en forskningskemikalie som till exempel 25I-NBOMe som blottern innehåller (själva blottern eller "läskpappret" och dess bläck dock kan ha en viss smak som dock inte i närheten av beskt eller surt men kan dock upplevas som metallisk).

## Intag och dosering
LSD kan intas oralt, sublingualt eller via injektion. Injektion av LSD ger dock ingen förhöjd effekt, bara snabbare insättningstid. Vid oralt intag börjar mätbara effekter efter 30-45 minuter, intramuskulärt 15-20 minuter, intravenöst 3-5 minuter och intraspinalt mindre än en minut. Kulmen för de upplevda effekterna och hur lång tid effekten varar påverkas i mycket liten eller obefintlig grad av administrationssättet.
Enligt Erowid är gränsdos för psykisk effekt 10-20 μg, vanlig dos 50-150 μg och kraftig dos 400+ μg.
Europeiska centret för kontroll av narkotika och narkotikamissbruk rapporterade 2008 att priset varierade mellan 5 och 11 euro per dos i de flesta europeiska länderna.

### Mikrodosering
Hofmann mikrodoserade LSD under de senare decennierna av sitt liv. Mikrodosering har under 2000-talet blivit en växande trend. Mikrodosering innebär att inta mindre doser LSD, omkring 5-20 µg, som högst var tredje eller var fjärde dag. En del upplever att de blir mer sociala, produktiva och gladare, men forskning saknas inom området.

### Överdos
Dödlig dos för människor är okänd, och inga rapporterade dödsfall till följd av överdosering av LSD har rapporterats. Hofmann menar att det troligtvis krävs en överdos på 300-600 gånger den normala dosen för att en människa ska kunna dö av LSD-intoxikation.
Inga dokumenterade dödsfall har skett till följd av överdosering hos människor. Det finns ett dokumenterat fall då åtta individer hade snortat extremt stora mängder LSD, i ren pulverform, i tron att det var kokain. Deras plasmakoncentration av LSD var 1000-7000 μg per 100 ml blodplasma. En människa på 70 kg har en blodvolym på cirka 5000-6000 ml, varav andelen blodplasma är cirka 55%. Komplikationerna blev koma, förhöjd kroppstemperatur (hypertermi), kräkningar, mindre magblödningar och svårigheter att andas. Efter sjukhusvård överlevde samtliga utan några bestående skador.

## Tolerans och beroende
I likhet med de flesta andra psykedeliska hallucinogener, är LSD inte fysiskt beroendeframkallande, och orsakar dessutom en så kraftig toleransutveckling att effekten efter ett fåtal dagars regelbundet bruk uteblir näst intill helt.
I en studie gavs 5-100 mikrogram LSD per oralt under 3-6 dagar. Efter 2-3 dagar var fullständig tolerans uppnådd. När tolerans var uppnådd gavs istället placebo under 3 dagar, varefter de typiska effekterna kunde återfås om LSD gavs efter dessa tre dagar av placebo. Människan blir således snabbt tolerant för LSD, men toleransen avtar likväl snabbt. En annan studie, utförd 1955, konkluderade att det behövdes 5 dagar mellan två administrationstillfällen för att samma effekt skulle uppnås. Om LSD administrerades varje dag under 5 dagar, med en startdos på 100 µg som höjdes med 100 µg per dag, visades minskad effekt dag 2, och från dag 3 observerades praktiskt taget inga effekter överhuvudtaget.
En studie på toleransen gjord på råttor indikerar att toleransen har att göra med att 5-HT2A-receptorernas densitet minskar, vilket leder till minskad effekt från dessa receptorer.

## Farmakologi

### Farmakokinetik
Före 2015 hade den fullständiga farmakokinetiken hos människor per oral administration inte mätts. Farmakokinetiken hos djur hade dock mätts innan.
I studien från 2015 administrerades 200μg till 8 män och 8 kvinnor, mellan åldrarna 25 och 51. Halveringstiden följde första ordningens kinetik i 12 timmar, med en halveringstid på 3,6 timmar ± 0,9 timmar beroende på person. Halveringstiden efter 12 timmar var 8,9 timmar ± 5,9 timmar.
1% av substansen eliminerades oförändrat via urin, medan 13% eliminerades via urin som metaboliten O-H-LSD (2-oxo-3-hydroxid-LSD). LSD metaboliseras till OH-LSD av cytokrom P450-enzymer. Vidare detaljer kring metaboliseringen till O-H-LSD är inte kända, och inte heller är det känt om O-H-LSD är farmakologiskt aktivt. Ett flertal andra metaboliter är kända, men O-H-LSD är den främsta metaboliten av LSD som elimineras via urin.
Baserat på resultaten från denna studie och resultaten från en studie om farmakokinetiken av intravenös administration av LSD från 1964, uppskattade författarna att biotillgängligheten för oralt administrerad LSD är omkring 71%. Upplevd effekt av oral administration jämfört med intravenös är dock densamma, skillnaden ligger framförallt i insättningstiden.

### Farmakodynamik

#### Fördelningen av LSD i hjärnan
I en studie med möss var andelen LSD i hjärnan högst i hippocampus, och i minskande ordning följande områden: basala ganglierna, i den gråa hjärnsubstansen runt ventrikelsystemet och i frontal-/parietallobernas cortex.
Hos en studie med dödskalleapor av arten saimiri sciurcus var andelen LSD i hjärnan högst i hypofysen och tallkottkörteln, med en koncentration som där var sju till åtta gånger högre än i cortex. Hippocampus, amygdala, fornix och nuclei septales innehöll två till tre gånger så hög koncentration av LSD jämfört med cortex. I hypothalamus, extrapyramidala systemet och thalamus (de områden som styr syn och hörsel) var koncentrationen två till fem gånger så hög som i cortex. Hjärnstammen innehöll ungefär samma koncentration LSD som cortex, och det observerades ingen skillnad i LSD-koncentration mellan vit eller grå hjärnsubstans.

#### Neurofysiologi
Två studier rapporterade en dosberoende hyperreflexi och ataxi som de två huvudsakliga neurofysiologiska effekterna av LSD.

#### Serotoninreceptorer

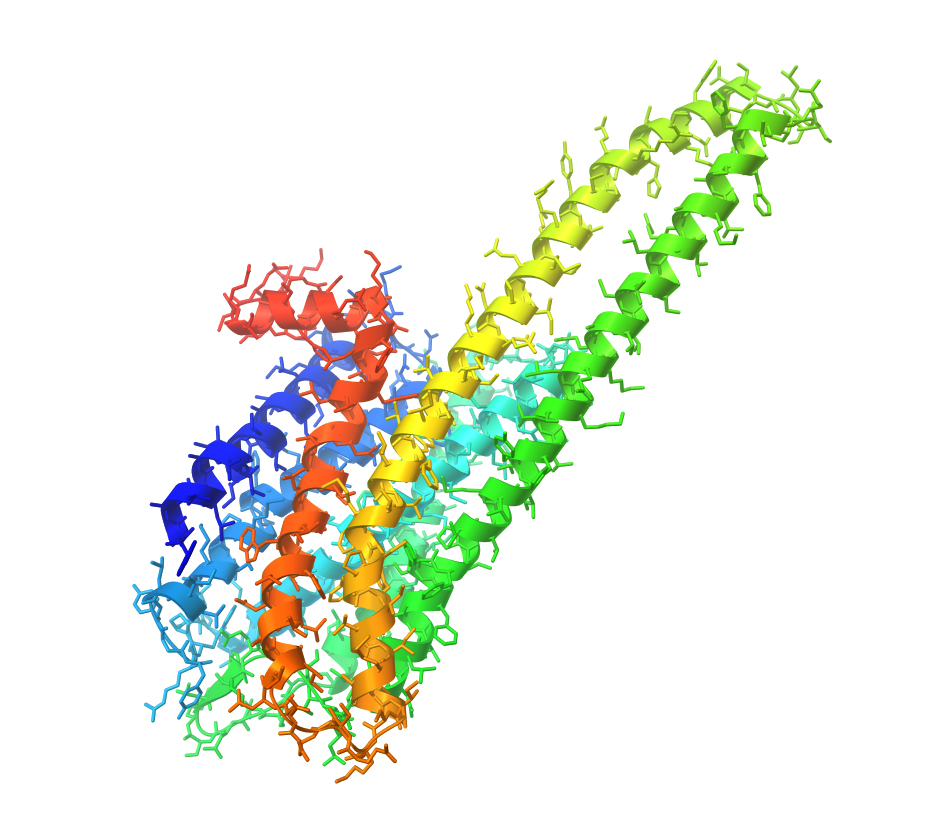
en illustration av serotoninreceptorn 5-HT_{2A}

LSD agerar som en agonist till 5-HT1A-autoreceptorer i locus coeruleus, raphe nuclei och cortex. LSD agerar även som partiell agonist till postsynaptiska 5-HT1A-receptorer, och binder i varierande grad även till andra typer av serotoninreceptorer (5-HT1B, 5-HT1D, 5-HT1E, 5-HT2C, 5-HT5A, 5-HT6, och 5-HT7). Det som tros vara orsaken till de hallucinogena effekterna är affiniteten till 5-HT2-receptorerna. LSD agerar som agonist till 5-HT2-receptorer. Andra hallucinogener (såsom meskalin) utövar liknande effekt på dessa receptorer, men alla 5-HT2-agonister ger inte hallucinogena effekter.

#### Dopaminreceptorer
Det finns även studier som tyder på att LSD påverkar dopaminreceptorerna D1 och D2. Det är inte fastställt hur eller om detta påverkar de psykologiska effekterna av LSD, men den liknande hallucinogenen psilocybin har observerats ge en ökning av dopaminutsöndringen hos människor.

### Interaktioner med andra läkemedel/droger
Vid högre doser av klorpromazin (ett antipsykotiskt läkemedel) minskar eller försvinner biverkningar från LSD, såsom illamående, kräkningar, yrsel, försämrad motorik, och/eller ångest. Klorpromazin tar inte bort alla effekter av LSD, men minskar eller tar bort de negativa biverkningarna. Läkemedelsbeskrivningen för delysid (varumärket för LSD när det tillverkades av Sandoz) beskrev 50 mg intravenös klorpromazin som ett motgift till LSD.
Bensodiazepiner (lugnande) såsom diazepam kan minska panik och ångest, som är vanliga symptom vid så kallad "snedtripp".
Selektiva serotoninåterupptagshämmare (SSRI) och Monoaminoxidashämmare (MAOI), två vanliga typer av antidepressiva läkemedel, minskar effekten av LSD. Litium och vissa tricykliska antidepressiva har hos en del patienter förstärkt effekten av LSD. Anekdotiska medicinska rapporter har beskrivit patientfall där kombinationen LSD och litium lett till tillfällig koma.
En studie observerade minskad effekt av LSD vid mindre doser av opiater, men ökad effekt vid större doser av opiater.

## Biokemiska effekter
LSD minskar, likt hallucinogenerna meskalin och psilocybin, exkretionen av fosfat i kroppen.  Detta antyder att LSD påverkar enzymer i kroppen vars funktion är att underlätta bindningen av fosfater. Huruvida detta har någon koppling till de effekter LSD har på människokroppen är oklart – det är möjligt att minskningen av fosfatexkretion är en följd av psykologisk stress eller dylikt.
En studie av Messiha FS och Stanislav Grof visade en markant minskning av exkretionen av dopamin genom urinen.

## Neurokognitiva effekter
De neurokognitiva effekterna kan variera stort från en person till en annan, och beror dessutom på dosering. Effekterna kan inkludera försämrad motorik och reaktionstid, försämrad koncentrationsförmåga, försämrad uppmärksamhetsförmåga, minskad förmåga att känna igen stimuli, minskad förmåga att räkna, generellt försämrad intelligens (jämförbar med om personen hade gått tillbaka till barnålder), mer fantasifullt tankemönster, bredare associationsmönster, återupplevelse av viktiga minnen och onormalt god förmåga att minnas det förflutna.
Inga bestående neurokognitiva komplikationer har observerats i de studier som gjorts på området.
LSD minskar den psykomotoriska förmågan (motorik och reaktionstid), koncentrationsförmågan och uppmärksamhetsförmågan. Enskilda studier har dessutom observerat följande neurokognitiva effekter:
- Minskad förmåga att känna igen och minnas olika typer av stimuli.[11]
- 75-150 μg påverkade inte inlärningsförmågan.[11]
- 50 μg påverkade inte förmågan att räkna, men 100 μg försämrade signifikant förmågan att räkna.[11]
- Generellt sett försämrad intelligens, jämförbar med om patienten hade gått tillbaka till barnålder.[11]
- Inga neurokognitiva komplikationer har observerats efter effekten av LSD avtagit.[11]

## Fysiologiska effekter

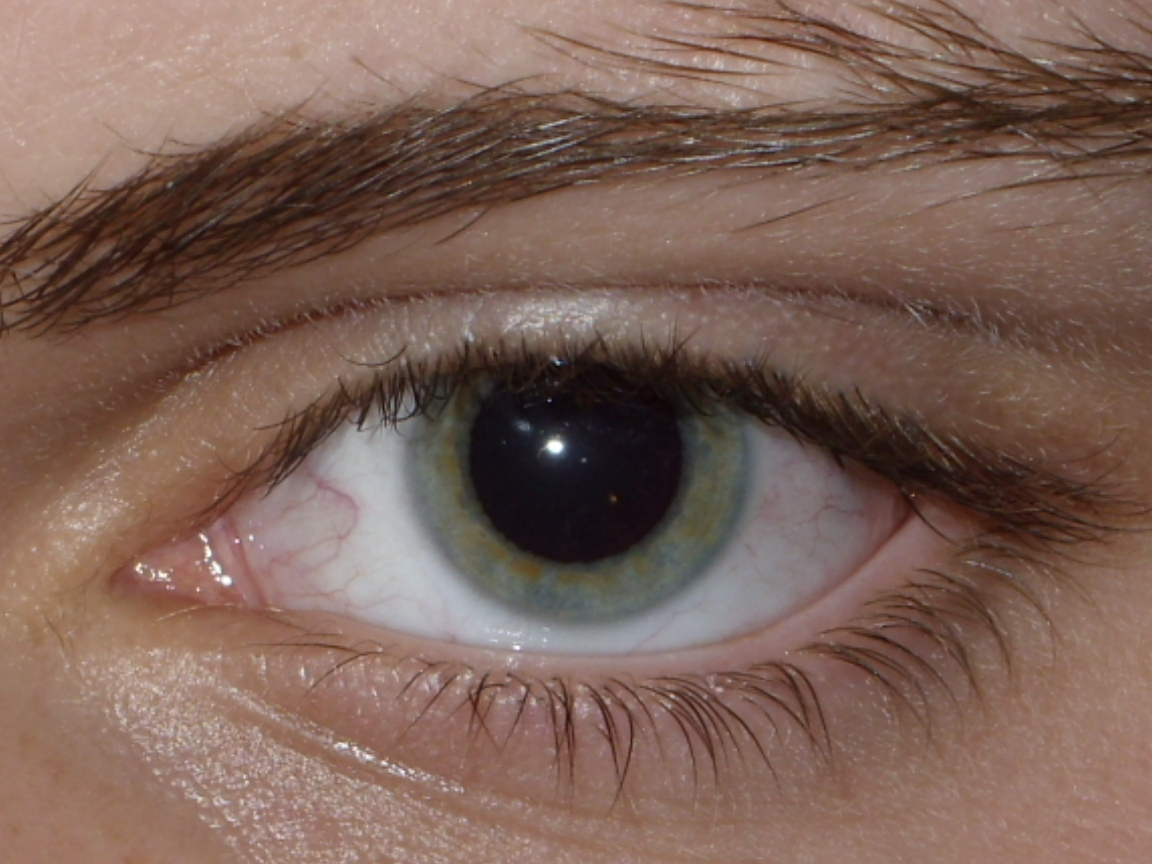
Utvidgade pupiller, mydriasis, är en vanlig effekt av LSD

Effekterna av LSD sätter in efter ungefär 30 till 90 minuter, och varar mellan 5 och 12 timmar. I vissa fall kan dock viss effekt kännas av i flera dagar efter intaget.
LSD stimulerar såväl det sympatiska som parasympatiska nervsystemet. Mydriasis (utvidgade pupiller), takykardi (ökad puls) och hypertoni (högt blodtryck) förekommer hos nästan alla som deltagit i studier på området. Mindre vanligt är svag hyperglykemi (högt blodsocker), och sällan förekommer även hypertermi (hög kroppstemperatur). Andningen förändras oftast inte. Parasympatiska förändringar kan inkludera svettning, hypersalivation (ökad salivproduktion), yrsel, kräkningar, rodnad i ansiktet, minskad puls och minskat blodtryck. Sympatiska förändringar är vanligare än parasympatiska, men den individuella variationen är stor. Hos en del personer dominerar parasympatiska förändringar, och i sällsynta fall kan individer även få kortvarig huvudvärk eller vara nära att svimma. Även darrningar och sänkt kroppstemperatur kan förekomma. En del av de fysiologiska effekterna kan vara sekundära till de psykologiska/sensoriska förändringarna.
Förändringar i adrenalinnivåer varierar stort från individ till individ, vilket kan vara ett tecken på att förändringarna på det autonoma nervsystemet kan ha koppling till individens psykiska upplevelser.
Det finns inga bevis för att LSD skulle påverka leverfunktionen.
En studie observerade en ökning av andelen hemoglobin (röda blodkroppar) som cirkulerade i blodet. En ökad andel hemoglobin i blodet kan dels bero på ökad mängd hemoglobin, eller att blodplasmanivån sjunker. Vad som orsakade detta är oklart, forskaren själv trodde att en möjlig orsak var patienternas ökade motoriska aktivitet.

## Psykologiska och sensoriska effekter

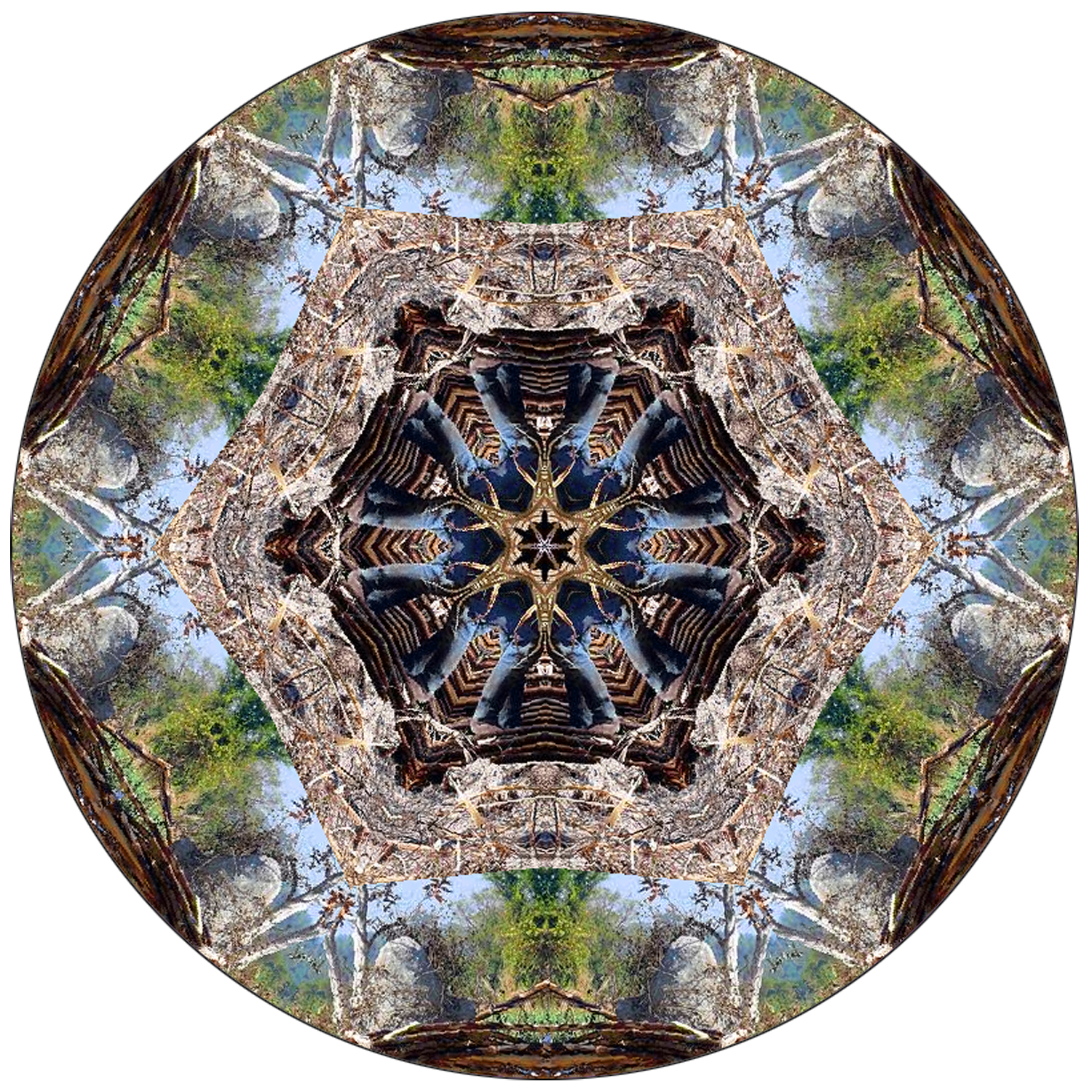
En vanlig sensorisk effekt är att färger intensifieras och kalejdoskopiska färgskiftningar/mönster observeras överallt

De psykologiska effekterna sätter in efter ungefär 30 till 90 minuter, och varar i cirka 6 till 10 timmar efter administrationen. Effekterna varierar kraftigt från person till person. Viktiga faktorer är användarens sinnestillstånd då preparatet intas, i vilken miljö det sker och doseringen. Om man mår psykiskt dåligt, är upprörd eller på dåligt humör ökar risken för en obehaglig upplevelse, som vanligtvis kallas en snedtripp. Generellt styr användarens sinnestillstånd och miljö rusets beskaffenhet mer än doseringen. Hofmann beskriver att riskerna med LSD inte ligger i dess fysiologiska effekter, utan i dess oförutsägbara psykologiska effekter.
Typiska sensoriska och psykologiska effekter från 100 till 200 mikrogram per oralt: Illusioner, pseudohallucinationer, intensifiering av färger, synestesi, visuell förändring av objekt och ansikten, intensiva visuella mönster (ex. kalejdoskopiska eller fraktala), intensifiering av ens emotionella tillstånd (vilket kan innebära eufori, dysfori eller ångest), humörsvängningar, mer fantasifullt tankemönster, bredare och ovanligare tankeassociationer, försämrad uppmärksamhetsförmåga, förändrad självbild, förändrad upplevelse av kroppen, återupplevelse av viktiga minnen och en förbättrad förmåga att minnas tidigare upplevelser (i synnerhet upplevelser från barndomen eller dylikt).
En studie från 2015 bevisade den vanliga uppfattningen att LSD förhöjer det emotionella intrycket av musik.
Personen kan även uppleva en känsla av ökad förståelse eller insikt, exempelvis av världsalltet, socialt, och personligen. LSD ger i vissa fall upphov till transpersonella upplevelser. Där ingår upplevelser som sträcker sig utanför den etablerade psykologin. Det kan röra sig om mystiska upplevelser, möten med övernaturliga eller allvetande varelser, arketyper och medvetenhet om kosmos uppbyggnad.
Ett omdiskuterat fenomen benämnt "flashbacks" som 20–28 % av användare rapporterar är korta återupplevelser av de psykologiska upplevelserna långt efter drogens verkan är över, vanligtvis dagarna efter.

### Risker
Vanliga negativa psykiska effekter är ångest, panik, hemska tankar och känslor, rädsla för att tappa kontrollen, rädsla för döden, rädsla för att bli galen, och förtvivlan. Även humörsvängningar, paranoia, och/eller psykisk instabilitet kan förekomma. Dessa effekter är i regel inte bestående, och risken för andra negativa psykiska effekter eller komplikationer är låg. Forskarna Cohen, Malleson och Gasser observerade omkring 10000 patienter som tog LSD utan några negativa reaktioner. Efter undersökning av data över cirka 10000 patienter bedömde Torsten Passie att risken för psykotiska reaktioner, självmordsförsök eller självmord är lika stor vid LSD-behandling som vid konventionell psykoterapeutisk behandling. Detta inkluderade dock inte data över LSD-bruk som skett utanför psykiatrin.
Förutom psykiska komplikationer har även olyckor, självmord och kriminella handlingar skett under påverkan av LSD. Höjdpunkten för rapporteringen av sådana skeenden skedde samtidigt som LSD var som mest populärt, mellan åren 1964 och 1966. Senare blev det alltmer ovanligt med sådana rapporter. Möjliga orsaker till detta är bättre informerade brukare, bättre mentala förberedelse, bättre anpassning av miljön brukaren befinner sig i, och generellt minskade doser. En studie observerade dock att de typiska doserna inte hade förändrats särskilt nämnvärt sedan 60-talet.

#### LSD-utlöst psykos
LSD kan liksom alkohol, lösningsmedel samt övrig narkotika orsaka en drogutlöst psykos. Läkemedelsbeskrivningen för delysid (LSD) beskrev att "delysid kan användas för att inducera korta modellpsykoser hos friska individer".
Hofmann nämner att risken för psykos är högre om personens sinnestillstånd är av negativ karaktär, personen har underliggande psykiska sjukdomar med psykotiska tendenser, eller om personen är mycket ung. Även omgivningen spelar en stor roll för hur stor risken är för psykos vid LSD-intag. Hofmann betonar dock att det aldrig går att utesluta att en LSD administration skulle sluta i en kort psykos. Han skriver att LSD-kriser är snarlika till psykotiska attacker av manisk eller depressiv karaktär.
Maniska psykotiska episoder utlösta av LSD karaktäriseras av en känsla av odödlighet och allsmäktighet. Sådana episoder kan leda till att brukaren tror att hen kan flyga, eller att hen kan ställa sig framför en bil och överleva. Det har dock varit mycket ovanligt för sådana episoder att leda till olyckor, men dessa har fått stor medial publicitet. Enligt Hofmann har massmedia överdrivit risken för sådana olyckor i propagandasyfte.
Depressiva psykotiska episoder utlösta av LSD karaktäriseras av skrämmande hallucinationer, dödsångest och en känsla av att hålla på att bli galen, vilket kan leda till allvarliga psykiska sammanbrott – eller i värsta fall självmord. Hofmann menar att risken för en psykotisk episod är särskilt förhöjd om någon ges LSD utan att veta om det. Ett sådant fall skedde i USA, då Dr. Olson gavs LSD utan hans vetskap, av USA:s armé. Experimentet resulterade i att Olson tog livet av sig genom att hoppa ut genom ett fönster. Först femton år senare tillkännagavs omständigheterna för hans självmord, vilket när det skedde hade förvånat Olsons anhöriga, som inte hade sett några tecken på psykisk ohälsa innan detta.

#### Posthallucinatorisk perceptionsstörning
LSD kan orsaka bestående störningar av sinnesintrycken, så kallad posthallucinatorisk perceptionsstörning (HPPD). Störningen kan göra att den drabbade blir kraftigt begränsad i sitt liv och den kan ge upphov till starkt ångest. DSM-IV definierar HPPD som bestående, kliniskt allvarliga flashbacks till (ofta obehagliga) trippar som HPPD. En genomgång av 20 kvantitativa studier från 1955 till 2001 drog slutsatsen att HPPD är extremt ovanligt.
Behandling finns, och HPPD är oftast ett övergående tillstånd som varar från några månader upp till ett år. I mycket sällsynta fall av HPPD kan HPPD vara i flera år, med påtagligt negativ inverkan på den drabbades liv.

## Legal status
Det är idag olagligt i de allra flesta länder att tillverka, inneha, använda och sälja LSD, något som inte var fallet i USA fram till 1967 och i Sverige till 1966. Innan dess användes preparatet i olika forskningsområden av både läkare, som psykiatern Stanislav Grof och hans s.k. LSD-terapi, och säkerhetsorgan som CIA.
Substansen är narkotikaklassad och ingår i förteckning P I i 1971 års psykotropkonvention, samt i förteckning I i Sverige, vilket innebär "narkotika som normalt inte har medicinsk användning".
Från och med 1 januari 2010 är drogen laglig att inneha i små mängder (fem doser) i Tjeckien.

### Källhänvisningar
- Blumenfield M (1971). ”Flashback phenomena in basic trainees who enter the US Air Force”. Military Medicine 136 (1):  sid. 39–41. PMID 5005369.
- Casa, B.; Bosio, A. (2005-01-01). ”1589 Levetiracetam efficacy in hallucinogen persisting perception disorders: a prospective study”. Journal of the Neurological Sciences 238. doi:10.1016/S0022-510X(05)81946-X. ISSN 0022-510X. http://www.jns-journal.com/article/S0022-510X(05)81946-X/abstract. Läst 12 oktober 2017.
- Dolder, Patrick C.; Schmid, Yasmin; Haschke, Manuel; Rentsch, Katharina M.; Liechti, Matthias E. (2015-06-24). ”Pharmacokinetics and Concentration-Effect Relationship of Oral LSD in Humans”. International Journal of Neuropsychopharmacology 19 (1). doi:10.1093/ijnp/pyv072. ISSN 1461-1457. PMID 26108222. PMC: PMC4772267. http://www.ncbi.nlm.nih.gov/pmc/articles/PMC4772267/. Läst 12 oktober 2017.
- Domino, E. F. (February 1986). ”Opioid-hallucinogen interactions”. Pharmacology, Biochemistry, and Behavior 24 (2):  sid. 401–405. ISSN 0091-3057. PMID 3006089. https://www.ncbi.nlm.nih.gov/pubmed/3006089. Läst 12 oktober 2017.
- Europeiska centrumet för kontroll av narkotika och narkotikamissbruk (2008). Årlig rapport: situationen på narkotikaområdet i Europa. Luxemburg: Byrån för Europeiska gemenskapernas officiella publikationer. ISBN 978-92-9168-324-6. http://www.emcdda.europa.eu/attachements.cfm/att_64227_EN_EMCDDA_AR08_sv.pdf
- Grof, Stanislav (1977) Människans okända världar. Utforskning av det omedvetna genom LSD-terapi. Prisma ISBN 9151811200
- Hintzen, A. & Passie, T. (2010) The Pharmacology of LSD: A critical review. Oxford University Press ISBN 978-0199589821
- Hofmann, Albert (1980) LSD - My Problem Child. McGraw-Hill Book Company ISBN 0-07-029325-2
- Kaelen, M.; Barrett, F. S.; Roseman, L.; Lorenz, R.; Family, N.; Bolstridge, M. (2015-10-01). ”LSD enhances the emotional response to music” (på engelska). Psychopharmacology 232 (19):  sid. 3607–3614. doi:10.1007/s00213-015-4014-y. ISSN 0033-3158. https://link.springer.com/article/10.1007/s00213-015-4014-y. Läst 12 oktober 2017.
- Lüscher, Christian; Ungless, Mark A (2006-11). ”The Mechanistic Classification of Addictive Drugs”. PLoS Medicine 3 (11). doi:10.1371/journal.pmed.0030437. ISSN 1549-1277. PMID 17105338. PMC: PMC1635740. http://www.ncbi.nlm.nih.gov/pmc/articles/PMC1635740/. Läst 12 oktober 2017.
- Naditch MP, Fenwick S (1977). ”LSD flashbacks and ego functioning”. Journal of Abnormal Psychology 86 (4):  sid. 352–359. doi:10.1037/0021-843X.86.4.352. ISSN 0021-843X. PMID 757972.
- Passie, Torsten; Halpern, John H.; Stichtenoth, Dirk O.; Emrich, Hinderk M.; Hintzen, Annelie (2008). ”The pharmacology of lysergic acid diethylamide: a review”. CNS neuroscience & therapeutics 14 (4):  sid. 295–314. doi:10.1111/j.1755-5949.2008.00059.x. ISSN 1755-5949. PMID 19040555. https://www.ncbi.nlm.nih.gov/pubmed/19040555. Läst 12 oktober 2017.